# 10DANCE
『10DANCE』（テンダンス）は、井上佐藤による日本の漫画作品。竹書房の『麗人』および『麗人Bravo!』にて2011年から2015年まで連載された後、講談社の『ヤングマガジンサード』、『月刊ヤングマガジン』を経て『ヤンマガWeb』にて連載されている。競技ダンスを題材とし、「2人の天才ダンサー」を描いた作品。
2025年12月に実写映画版が配信予定。

## 沿革
『麗人』（竹書房）にて連載開始。
2016年9月6日発売の『ヤングマガジンサード』（講談社）にて本作の移籍が発表され、Vol.11に予告編を掲載。同号に鶴ゆみかが同誌で連載していた作品『もはや私は貴腐人です』の特別編として、本作を応援するショート漫画を掲載。同年Vol.12から連載を開始。
2018年4月には、同年5月上演の「バーン・ザ・フロア Joy of Dancing」と本作がコラボレート。イベントのチラシに本作の漫画が描きおろされている。
『ヤングマガジンサード』で2021年Vol.5まで連載の後、『月刊ヤングマガジン』（同）に移籍して2021年Vol.6から2021年12月号まで連載。『ヤンマガWeb』（同）に移籍して同年12月31日から連載されている。

## あらすじ
ラテンダンサー鈴木信也（すずきしんや）とスタンダードダンサー杉木信也（すぎきしんや）。競技ダンス界では交わることのなかったはずの二人が、とある大会をきっかけに10種のダンスを競う「10ダンス」を目指すことになる。スタンダードとラテン各5種を踊るという高度な技術とスタミナを要求される10ダンスを制覇するために二人はお互いのダンスを教えあうことになる。

## 登場人物
声は、ドラマCDの担当。
鈴木信也（すずき しんや）
声 - 小野友樹
杉木信也（すぎき しんや）
声 - 興津和幸
矢上房子（やがみ ふさこ）
声 - 中村知世
田嶋アキ（たじま アキ）
声 - 大室佳奈

## 書誌情報

### 竹書房版
- 井上佐藤 『10DANCE』 竹書房〈バンブーコミックス 麗人セレクション〉、全2巻
  1. 2013年2月16日発売[9]、ISBN 978-4-8124-8103-5
  2. 2014年4月7日発売[10]、ISBN 978-4-8124-8551-4

### 講談社版
- 井上佐藤 『10DANCE』 講談社〈ヤンマガKCスペシャル〉、既刊8巻（2025年5月20日現在）
  1. 2017年8月18日発売[11][12]、ISBN 978-4-06-510131-5
  2. 2017年8月18日発売[11][13]、ISBN 978-4-06-510132-2
  3. 2017年9月20日発売[14][15]、ISBN 978-4-06-510147-6
  4. 2018年5月18日発売[16][17]、ISBN 978-4-06-511466-7
    - （特装版）同日発売[18]、ISBN 978-4-06-512226-6

  5. 2019年8月20日発売[19][20]、ISBN 978-4-06-516731-1
    - （特装版）同日発売[21]、ISBN 978-4-06-517213-1

  6. 2021年3月18日発売[22]、ISBN 978-4-06-522603-2
    - （特装版）同日発売[23]、ISBN 978-4-06-522604-9

  7. 2023年1月19日発売[24]、ISBN 978-4-06-530065-7
    - （特装版）同日発売[25]、ISBN 978-4-06-530416-7

  8. 2025年5月20日発売[26]、ISBN 978-4-06-539629-2
    - （特装版）同日発売[27]、ISBN 978-4-06-539631-5

## ドラマCD
一般流通
- ルボー・サウンドコレクション DramaCD 『10DANCE』（マリン・エンタテインメント、2014年10月22日発売）

非売品
- コミックス第5巻特装版 付属CD　CD2枚組（講談社、2018年5月18日発売）

## 実写映画
2025年12月にNetflixにて配信予定。監督は大友啓史。主演は竹内涼真と町田啓太。

### キャスト
- 鈴木信也：竹内涼真
- 杉木信也：町田啓太

### スタッフ
- 原作：井上佐藤『10DANCE』（講談社『ヤングマガジン』連載）[2]
- 監督：大友啓史[2]
- 脚本：吉田智子、大友啓史[2][28]
- 撮影：佐々木達之介[28]
- 照明：鈴木岳[28]
- 録音：川俣武史[28]
- 美術：佐久嶋依里、加藤たく郎[28]
- 音楽：横山克[28]
- エグゼクティブ・プロデューサー：佐藤善宏[2][28]
- プロデューサー：宮内貴子、石塚紘太[2][28]
- 制作会社：エピスコープ[2]
- 製作・配信：Netflix[2][28]